# 石友三
石友三（1891年12月1日—1940年12月1日），字漢章，吉林将軍轄区副都統轄区長春厅九台（今九台市）人，國民革命軍陸軍中將。馮玉祥手下「十三太保」之一。一生時常依附各大勢力，叛服无常，後遭到部下高樹勋兵变，活埋而死。

## 生平

### 早年
石友三家贫，曾在长春城毕家粮坊当学徒，结识毕家少年毕广垣，得以入东大桥北侧的官办东关小学（俗称龙王庙小学，新中国成立后为东大街小学）读书，与该校教员商震有了师生之谊。1908年輟学从军，入清朝新军第三镇吴佩孚部下，驻長春。

### 北洋政府時代
1912年（民国元年），改投馮玉祥手下，先后在第16混成旅、第11師逐步升职。
1924年（民国13年）10月，馮玉祥发动北京政变，成立国民军，石友三任第1軍第8混成旅旅長。民国14年（1925年）春，升任第6師師長。1926年（民国15年），率部在南口作战，山西省的閻錫山袭击国民軍背后，石友三和韓復榘部隊迎擊晉軍，作战十分勇猛。由于国民軍戰力處於劣勢，同年8月放弃南口。第三軍第一路司令張之江往綏遠省撤退，被主力部隊拋棄的石友三和韓復榘決定投降閻錫山。
同年9月，馮玉祥归国举行五原誓師，石友三和韓復榘复归馮玉祥部，石友三被任命为国民聯軍援陝第5路总指揮。翌年6月，国民聯軍改组为国民革命軍第二集团軍，石友三任第1方面軍副总指揮兼第5軍軍長。隨後因馮玉祥參與國民革命軍，石友三的第5軍也參與北伐，在山東省击败了北京政府方面的孫传芳軍，立下軍功。在第二期北伐時，西北軍在河南省的控制區遭到樊鐘秀率領的建國豫軍攻佔，馮玉祥因此下令石友三部隊從山東省南調，會同宋哲元部隊與建國豫軍交戰。
1928年（民国17年）底北伐宣布結束，伴随着裁軍，石友三改任第國民革命軍24師師長，驻扎河南省南陽市。

### 南京國民政府時代

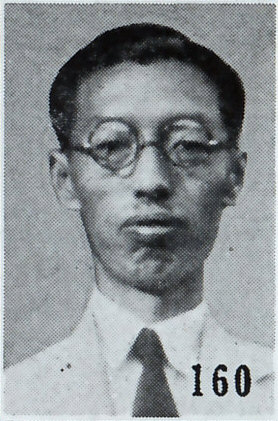
石友三（《最新支那要人传》，1941年）

第二階段北伐結束後，南京國民政府因軍隊裁撤問題與各地實力較強的軍閥衝突日益浮現，在1929年（民国18年），蔣中正與馮玉祥的矛盾因軍隊編遣問題檯面化，1929年5月蔣馮戰爭爆發。原本為馮玉祥系統的石友三在部隊開向許昌之際接受蔣中正代理人錢大鈞以500萬元買通，在5月22日與馮玉祥的另一位重要部屬韓復榘通電支持蔣，反對馮玉祥，由於主要將領反水的結果馮玉祥戰力大減，決定通電下野，路經山西省遭閻錫山軟禁。做為報酬，石友三從師長晉升為討逆軍第13路總指揮，1929年10月石友三被任命为安徽省政府主席。
不過除了主要實力派外，其它力量較弱的軍閥也在暗中串聯。其中最為積極者為唐生智，他與改組派合作，拉攏石友三反抗蔣中正，這支部隊被稱為「護黨救國軍」。護黨救國軍在1929年12月3日起事，石友三在浦口發出反蔣電報，一度敦促13路軍炮轰南京。石友三的反叛出乎蒋中正意料之外，但反蔣力量整體戰力不足，且南京周邊尚有中央軍系部隊駐防，13路軍隨後即被集結的國民革命軍第3師第8旅（旅長李玉堂）、第56師168旅（旅長桂振遠）偕同追剿、在同月即銷聲匿跡，石友三的第13路軍潰滅，棄職潛逃到河南省依附舊同事韓復榘。
1930年，中原大战爆发，石友三並未夥同韓復榘支持南京政府，而是離開河南與舊上司馮玉祥接洽。得到馮玉祥的支持，1930年4月2日閻錫山委任石友三被为第4方面軍总司令，總兵力10萬，為了提高其作戰積極性，閻錫山並告知若戰勝他將內定為山東省主席。第4方面軍與南京中央軍交战初期略有小勝，但是在反蔣聯軍敗象已定之際，1930年10月石友三的部隊擅自撤離戰線逃往河北，宣布中立。後石友三藉由其東北籍的身分向張學良聯絡，希望在保留部隊的前提下歸順張學良東北軍，被張學良任命为第13路軍总指揮，駐地順德，下轄甲種師2師、乙種師4師、騎兵1旅、特務團、炮兵團、工兵團、鐵甲車大隊，總兵力約6.4萬人。由於總量過大，軍費每個月需60萬，張學良曾希望石友三自行撤裁半數部隊讓上層可以提供足額糧餉，但石拒絕，成為後來石友三與張學良的衝突根本。
石友三在張學良底下的活動仍相當積極，他除了招募與張學良爭權失敗的張學成，拉攏有意反張的東北軍將領于學忠，並得到孫殿英的私下支持，並重新與反蔣派搭上關係。1931年（民国20年）5月，以汪精衛、陳濟棠、李宗仁為首，反蒋派在广州成立国民政府，石友三也參與了它們的號召，1931年7月18日出任广州国民政府第5集团軍总司令，並向張學良的東北軍發兵，沿平漢鐵路北上，試圖掌握華北權力。
7月28日，石友三部隊與東北軍交戰，戰鬥三日後即不支，同時原本拉攏的地方軍閥全被南京政府以更高金額穩住陣仗，無人呼應石的發兵，同時南京政府派遣商震從山西東攻、顧祝同從河南北上三面夾擊。13路軍受此壓迫潰敗，僅4,000人跟隨石友三逃入山東省依附韓復榘，大部分軍械皆被東北軍與中央軍繳獲瓜分。韓復榘得到張學良同意將石友三殘軍改編為四個團，此後已經難以恢復過去的影響力。
1931年（民国20年）11月，石友三再次現身同土肥原賢二等日本帝國陸軍情報單位搭上線，並協助遊說華北將領脫離國民政府，隨後策劃“便衣隊暴亂”將溥儀帶離天津。1932年受日本支持在熱河，河北邊區從事擾亂性軍事活動。察覺此事的國民政府軍事委員會調查統計局曾一度計畫暗殺石友三。1934年（民國23年）軍統北平站站長陳恭澍拉攏石友三的副官先鴻霞企圖毒殺，計畫失敗。
1933年5月，因塘沽協定使國民政府得成立冀察政務委員會。當時被視為親日人士的石友三趁勢從宋哲元處得到引薦重回軍界，1935年擔任冀北保安司令，駐地北平清河。

### 抗日戰爭時代
1937年（民国26年）抗日战争爆发，石友三部隊因此得到擴編成為國民革命軍第181師。1937年底，以181師為基礎擴編成國民革命軍第六十九軍，石友三擔任軍長。
1938年5月，任國民革命軍第10軍团軍团長。12月，任冀察战区副司令兼察哈爾省政府主席。
此后，石友三的反共姿态鮮明，对八路軍不断进攻。1940年（民国29年）2月，石友三遭到八路軍反擊，逃往山東省曹县。其後，日本方面诱以河北省省長等职位，石友三乃策划投降日本。
1940年12月1日，石友三部下的新8軍軍長高樹勋，遵照蒋介石的秘令并经过军统陳恭澍的组织，在濮陽对石友三发动兵变，逮捕了石友三。当天即将石友三处决，活埋而死。石友三时年50岁。

## 逸事
石一生中曾先后投靠馮玉祥、閻錫山、蒋介石、汪精卫、张学良等政治人物，甚至歸順日軍，而又先后背叛之。石友三由于叛服无常，故有「倒戈将軍」的称号。又因喜欢采用活埋等残酷的刑罚（自己也被活埋），故人称「石閻王」。

### 五房妻妾
石友三好色，一生先后娶了五个女人，但除发妻外，其余四人全是强娶来的——
- 元配妻子：是个小脚女人；
- 二姨太：在河南许昌强娶的戏院花旦黄凤芝；
- 三姨太：在北平逼娶的京戏女角程某；
- 四姨太：在北平驻扎时诱奸的东北军某团长妻子；
- 五姨太：1940年强娶林慰君（父亲即民国著名记者林白水）

## 历史影响

### 火烧少林寺
1928年春，樊钟秀夺得巩县、偃师，进围登封，以少林寺为司令部。冯玉祥部下石友三于3月15日纵火焚烧法堂，次日，又令军士焚烧天王殿、大雄宝殿、钟楼、鼓楼、六祖堂、龙王殿、紧那罗殿、阎王殿、库房、禅堂，200多僧众几乎被杀尽，一大批珍贵文物及5480卷藏经化为灰烬。